# دیوید ایرز
دیوید ایرز (انگلیسی: David Eyres؛ زادهٔ ۲۶ فوریهٔ ۱۹۶۴) بازیکن فوتبال اهل بریتانیا است.
از باشگاه‌هایی که در آن بازی کرده‌است می‌توان به باشگاه فوتبال پرستون نورث اند، باشگاه فوتبال اولدهام اتلتیک، باشگاه فوتبال بلکپول، باشگاه فوتبال هاید، و باشگاه فوتبال برنلی اشاره کرد.